# واکنش آب‌پوشی
واکنش هیدراتاسیون، در شیمی آلی، واکنشی است که در آن یک هیدروکسیل گروه (OH-) و یک یون مثبت (پروتن اسیدی) به دو اتم کربن افزوده می‌شود.
RRC=CH2 in H2O/acid → RRC(-OH)-CH3